# ツール・ド・フランス1978
| 第65回 ツール・ド・フランス 1978 | 第65回 ツール・ド・フランス 1978         |
| -------------------------------- | ---------------------------------------- |
| 全行程                           | 22区間, 3914 km                          |
| 総合優勝                         | ベルナール・イノー 112時間03分02秒       |
| 2位                              | ヨープ・ズートメルク +3分56秒            |
| 3位                              | ジョアキン・アゴスティーニョ +6分54秒    |
| 4位                              | ジョセフ・ブルイエール +9分4秒           |
| 5位                              | クリスチャン・セズネ +12分50秒           |
| ポイント賞                       | フレディ・マルテンス 242ポイント         |
| 2位                              | ジャケ・エスクラッサン 189ポイント       |
| 3位                              | ベルナール・イノー 123ポイント           |
| 山岳賞                           | マリアーノ・マルチネス 187ポイント       |
| 2位                              | ベルナール・イノー 176ポイント           |
| 3位                              | ヨープ・ズートメルク 155ポイント         |
| 新人賞                           | ヘンク・ルーベルディンク 112時間20分28秒 |
| チーム優勝                       | ミコ・メルシェ                           |

ツール・ド・フランス1978は、ツール・ド・フランスとしては65回目の大会。1978年6月29日から7月23日まで、全22ステージで行われた。

## みどころ
この年、ベルギーのC＆Aチームに移籍したエディ・メルクスだが、ツールの出場メンバーの中にメルクスの名前はなかった。そして、メルクスはこの年をもって現役を引退した。
今大会の中心は一応、前年の覇者のベルナール・テブネ、前年僅差で総合優勝を逃したハニー・クイパー、一昨年の覇者であるルシアン・バンインプ、ヨープ・ズートメルクらが挙げられるもいずれも決め手不足が伝えられ、まさしく混沌模様。
そんな中、この年のブエルタ・ア・エスパーニャを制した、ルノー・ジタンの若きエースであるベルナール・イノーがツール初出場を果たした大会でもあった。

## 今大会の概要
混戦ムードが漂う今大会だが、それを象徴するかのように、前年優勝のテブネが第11ステージで棄権。また、序盤はスプリンターが区間優勝をことごとくさらう展開となった。
第8ステージの個人タイムトライアルで、イノーが区間優勝。しかしこの時点ではマイヨ・ジョーヌのジョセフ・ブルイエールとは3分32秒の差があった。
ピレネーステージに入った第11ステージにおいて、イノーがマリアーノ・マルチネスに5秒差の区間2位で入り、ブルイエールに1分5秒差まで詰め寄り総合2位へと浮上した。しかしアルプスステージである第14ステージの個人タイムトライアルにおいて、ブルイエールはイノーに45秒の差をつけて突き放し、そればかりかイノーはこの区間優勝したズートメルクにも抜かれ総合3位に転落。
しかし、イノーは第15ステージを制覇。またラルプ・デュエズがゴールとなった第16ステージにおいて、イノーは区間優勝を果たしたクイパーに8秒差で続いた。ズートメルクが41秒差の区間3位に入ったことにより、この時点でズートメルクがマイヨを奪い、イノーがわずか14秒差の総合2位となったが、トップのクイパーから遅れること11分16秒の差をつけられたブルイエールは総合でもズートメルクに9分32秒差をつけられ、完全にこの時点において総合優勝争いから脱落。さらに、同ステージを制し、総合3位に浮上したクイパーが続く第17ステージで棄権。総合優勝争いはズートメルクとイノーの2人にほぼ絞られた形となった。
14秒差のまま迎えた第20ステージの個人タイムトライアルにおいて、イノーは1時間39分29秒をマークして区間制覇。対するズートメルクはイノーに遅れること4分10秒差の区間9位と完敗し、ここでイノーがズートメルクに総合で3分56秒の差をつけるとともに、初めてマイヨ・ジョーヌを手にした。
そして、残る2ステージも大勢は変わらず、イノーがツール初出場・初優勝の快挙を成し遂げた。

## 総合成績
| 順位 | 選手名                       | 国籍       | チーム                 | 時間         |
| ---- | ---------------------------- | ---------- | ---------------------- | ------------ |
| 1    | ベルナール・イノー           | フランス   | ジタン・カンパーニョロ | 112h 03' 02" |
| 2    | ヨープ・ズートメルク         | オランダ   |                        | 3' 56"       |
| 3    | ジョアキン・アゴスティーニョ | ポルトガル |                        | 6' 54"       |
| 4    | ジョセフ・ブルイエール       | ベルギー   |                        | 9' 04"       |
| 5    | クリスチャン・セズネ         | フランス   |                        | 12' 50"      |
| 6    | ポール・ウェレン             | ベルギー   |                        | 14' 38"      |
| 7    | フランシスコ・ガルドス       | スペイン   |                        | 17' 08"      |
| 8    | ヘンク・ルバーディング       | オランダ   |                        | 17' 26"      |
| 9    | ルシアン・バンインプ         | ベルギー   |                        | 21' 01"      |
| 10   | マリアーノ・マルチネス       | フランス   |                        | 22' 58"      |

### マイヨ・ジョーヌ保持者
| 選手名                     | 国籍     | 首位区間       |
| -------------------------- | -------- | -------------- |
| ヤン・ラース               | オランダ | プロローグ-第2 |
| ジャック・ボッシ           | フランス | 第3            |
| クラウスペーター・シアラー | 西ドイツ | 第4-第5        |
| ハリー・クネットマン       | オランダ | 第6-第7        |
| ヨセフ・ブルイエール       | ベルギー | 第8-第15       |
| ヨープ・ズートメルク       | オランダ | 第16-第19      |
| ベルナール・イノー         | フランス | 第20-最終      |